# Hylarana garritor
Hylarana garritor är en groddjursart som först beskrevs av Menzies 1987.  Hylarana garritor ingår i släktet Hylarana och familjen egentliga grodor. IUCN kategoriserar arten globalt som livskraftig. Inga underarter finns listade i Catalogue of Life.